# Najwyższy Komitet Wyzwolenia Litwy
Najwyższy Komitet Wyzwolenia Litwy (lit. Vyriausiasis Lietuvos išlaisvinimo komitetas, VLIK) – litewska organizacja niepodległościowa działająca pod koniec II wojny światowej i okresie powojennym, de facto pełniąca rolę rządu Litwy na uchodźstwie.

## Historia
W 1942 na okupowanej Litwie powstały 2 antyniemieckie organizacje konspiracyjne: Rada Narodowa i Najwyższy Komitet Litwinów. 25 listopada 1943 połączyły się one w Najwyższy Komitet Wyzwolenia Litwy. Tego dnia doszło w Kownie do pierwszego spotkania, na którym wybrano Steponasa Kairysa na przewodniczącego VLIK. Organizacja miała koordynować litewski ruch oporu w celu odbudowania niepodległej Litwy. W jej skład weszli przedstawiciele nacjonalistów, chadeków, socjaldemokratów i innych mniejszych ugrupowań. Do Szwajcarii, Szwecji i Finlandii zostali wysłani działacze, którzy nawiązali kontakty z przebywającymi tam dyplomatycznymi przedstawicielami Litwy. Mieli oni też poinformować aliantów o zbrodniach niemieckich dokonywanych na Litwie. VLIK prowadziło szeroką działalność propagandową, wydając nielegalne pisma. Nie prowadziła działań partyzanckich, głosząc hasła biernego oporu. Za głównego przeciwnika uważano jednak ZSRR.
W lutym 1944 VLIK ogłosił deklarację, w której zapowiedział, że przyszła Litwa będzie miała demokratyczny ustrój polityczny z wybieranym parlamentem, oparty na konstytucji z 1922. W tym czasie VLIK wysłał płk. Kazimierasa Amraziejusa do Sztokholmu, ale w Estonii został schwytany przez Gestapo. Po brutalnych przesłuchaniach wydał innych działaczy VLIK. W rezultacie pod koniec kwietnia tego roku doszło do aresztowań wielu członków organizacji. Kiedy w poł. 1944 Armia Czerwona zbliżyła się do granic Litwy, większość działaczy VLIK uszło do Niemiec. Doprowadziło to do chwilowego zaniechania działalności. Reaktywowano ją w październiku w Würzburgu. Wkrótce VLIK przeniósł się do Reutlingen, gdzie pozostał do 1955. Przed końcem działań wojennych nowym przewodniczącym zdążył jeszcze zostać Mykolas Krupavičius. W lipcu 1945 kierownictwo VLIK wysłało memorandum skierowane do przywódców USA i Wielkiej Brytanii, w którym domagało się nieuznania sowieckiej okupacji Litwy i uzyskania pomocy dla odzyskania niepodległości. W kolejnych latach wysyłano pisma do rządów różnych państw, dyplomatów, ludzi nauki, dziennikarzy, promując sprawę niepodległości litewskiej i przedstawiając zbrodnie radzieckie. Reaktywowano też przedwojenną agencję prasową ELTA, przy której powstała rozgłośnia radiowa.
Na przełomie lat 40. i 50. VLIK uzyskała ograniczony kontakt z litewskimi „leśnymi braćmi” za pośrednictwem Juozasa Lukšy. VLIK przyjęła rolę litewskiego przedstawicielstwa na uchodźstwie, łączącego rolę organu ustawodawczego i wykonawczego. Zostali jej podporządkowani przedstawiciele zagraniczni przedwojennej Litwy. Nie została jednak oficjalnie uznana przez inne państwa, działając nieformalnie. Niekorzystny wpływ na zewnątrz odgrywał ponadto konflikt VLIK ze Stasysem Lozoraitisem, rezydującym w Rzymie jeszcze od 1939, który uznawał się jedynym przedstawicielem Litwy (powoływał się na pełnomocnictwa uzyskane od ostatniego prezydenta Litwy Antanasa Smetony). W 1955 siedziba VLIK została przeniesiona do Nowego Jorku, co doprowadziło jednak do utraty znaczenia politycznego. Formalnie VLIK, który od pocz. lat. 80. działał w Waszyngtonie, istniał do 1992, kiedy Litwa odzyskała niepodległość i organizację rozwiązano.

## Przewodniczący[1]
- 1943 – 1945 – Steponas Kairys
- 1945 – 1955 – Mykolas Krupavičius
- 1955 – 1957 – Jonas Matulionis
- 1957 – 1964 – Antanas Trimakas
- 1964 – Juozas Audėnas
- 1964 – Kipras Bielinis
- 1964 – 1966 – Vaclovas Sidzikauskas
- 1966 – 1979 – Juozas Kęstutis Valiūnas
- 1979 – 1992 – Kazys Bobelis